# Anastasija Tatalina
Anastasija Viktorovna Tatalina (in russo Анастасия Викторовна Таталина?; Novosibirsk, 5 settembre 2000) è una sciatrice freestyle russa.

## Palmarès

### Mondiali
- 1 medaglia:
  - 1 oro (big air ad Aspen 2021)

### Winter X Games
- 1 medaglia:
  - 1 argento (big air ad Aspen 2024)

### Mondiali juniores
- 2 medaglie:
  - 1 oro (big air a Cardrona 2018)
  - 1 argento (slopestyle a Cardrona 2018)

### Universiadi
- 1 medaglia:
  - 1 argento (slopestyle a Krasnojarsk 2019)

### Coppa del Mondo
- Miglior piazzamento nella Coppa del Mondo generale di freestyle: 15ª nel 2021
- 1 podio:
  - 1 terzo posto